# キヨセ薫
キヨセ 薫（キヨセ かおる）は、日本の漫画家。

## 単行本
- おっぱいシンドローム（2009年9月28日、双葉社、ISBN 978-4-575-83678-3）
- おっぱい♥カーニバル（2011年8月27日、双葉社、ISBN 978-4-575-83954-8）
- おっぱい♥フェスティバル（2013年4月17日、エンジェル出版、ISBN 978-4-87306-499-4）
- 乳これくしょん （2014年8月2日、エンジェル出版、ISBN 978-4-575-83954-8）
- 孕ませの湯 （2017年8月17日、エンジェル出版、ISBN 978-4-87306-774-2）